# تلمبه اسماعیل
تلمبه اسماعیل یک منطقهٔ مسکونی در ایران است که در دهستان گلستان (سیرجان) واقع شده‌است.